# مونیس
مونیس (انگلیسی: Monese) شرکت خدمات مالی و بانکداری بریتانیایی است، که در سال ۲۰۱۵ تأسیس شد.